# Frederikssund Station
Frederikssund Station er en S-togsstation i Frederikssund. Den er endestation for linje C.
Den nuværende station er den tredje i byen og blev taget i brug den 27. maj 1989, da banen til byen blev omlagt til S-tog. Den ligger, hvor den første station fra åbningen af Frederikssundbanen i 1879 lå. Den nuværende station afløste den 2. station, der blev opført i forbindelsen med anlæg af midtbanen til Næstved. Den anden station og midtbanen blev åbnet i 1928, og skulle have været videreført til Hillerød, hvor anlægget var gået i gang, men projektet blev opgivet inden sporlægning skulle have været udført og strækningen til Ringsted blev nedlagt i 1936.
Den første station, var i brug indtil åbning til af Midtbanen, men blev derefter benyttet som godsstation. Den oprindelige stationsbygning blev nedrevet i 1988 for at gøre plads til den nuværende trafikterminal.
Den ligger i takstzone 7.

## Antal rejsende
Ifølge Østtællingen var udviklingen i antallet af dagligt afrejsende til 1989 med lokaltog, derefter med S-tog:
| År   | Antal | År   | Antal | År   | Antal | År   | Antal |
| ---- | ----- | ---- | ----- | ---- | ----- | ---- | ----- |
| 1957 | -     | 1974 | -     | 1991 | 2.470 | 2001 | 2.420 |
| 1960 | -     | 1975 | -     | 1992 | 2.561 | 2002 | 2.333 |
| 1962 | -     | 1977 | -     | 1993 | 2.526 | 2003 | 2.461 |
| 1964 | -     | 1979 | -     | 1995 | 2.552 | 2004 | 2.667 |
| 1966 | -     | 1981 | -     | 1996 | 2.598 | 2005 | 2.425 |
| 1968 | -     | 1984 | 1.153 | 1997 | 2.638 | 2006 | 2.460 |
| 1970 | -     | 1987 | 1.091 | 1998 | 2.459 | 2007 | 2.783 |
| 1972 | -     | 1990 | 2.361 | 2000 | 2.260 | 2008 | 2.596 |